# Petercam
Petercam was een Belgische financiële instelling met diensten voor particuliere en institutionele beleggers en ondernemingen. In 2015 fuseerde Petercam met Bank Degroof tot Bank Degroof Petercam.

## Geschiedenis
In het begin van de twintigste eeuw richtten Jean Peterbroeck en Etienne Van Campenhout, twee Brusselse wisselagenten, elk een agentschap op. De twee familiebedrijven fuseerden in 1968 tot een commanditaire vennootschap, georganiseerd onder de vorm van partnership, onder de naam Petercam (samentrekking van 'Peter'broeck en 'Cam'penhout). De vennoten-eigenaars van de onderneming vormden ook het management. Petercam was actief in drie hoofddomeinen: particulier en institutioneel vermogensbeheer, corporate finance, en beursverrichtingen.
In 1985 werd Petercam Luxemburg opgericht, gespecialiseerd in vermogensbeheer. In 2003 verkreeg Petercam Nederland N.V. een bankvergunning van De Nederlandsche Bank. Tussen 2007 en 2011 werden vier nieuwe kantoren geopend in Knokke, Roeselare, Leuven en Waver. In 2012 nam de directie van Petercam de Nederlandse vermogensbeheeractiviteiten over van de huidige aandeelhouder Petercam S.A. en zette het de activiteiten voort onder de naam Nobel Vermogensbeheer. 
De voorspellingen en analyses van de hoofdeconomen van Petercam verschijnen door de band heen in de meeste Vlaamse en Nederlandse kranten. De bekendste hoofdeconoom van Petercam was Geert Noels die Petercam in 2009 verliet na 15 jaar dienst.
In januari 2013 kreeg Petercam toelating om een minnelijke schikking te treffen in een fraudedossier rond de groep Osta Carpets. Het gerecht verdacht het beurshuis ervan geholpen te hebben om een gedeelte van het zwart geld van de familie Dejager, de groep achter Osta Carpets, voor de fiscus verborgen te houden. Het parket liet zijn strafvordering tegen het beurshuis en verdachte medewerkers vallen na de betaling van ca. 700.000 euro. De BBI ging akkoord met die minnelijke schikking. Begin september 2013 besliste de Gentse raadkamer om de fraudezaak rond Petercam en het advocatenkantoor Tiberghien, door te verwijzen naar de correctionele rechtbank. Petercam stipte op dat moment aan dat het eerder in het jaar al een regeling had getroffen en dat het buiten vervolging was gesteld.